# Quentin Blake
 (juin 2024).
Quentin Blake, né le 16 décembre 1932 à Sidcup dans la banlieue de Londres, est un illustrateur et écrivain britannique, principalement connu pour ses dessins dans les livres pour enfants de Roald Dahl.

## Biographie

### Formation
Né en 1932 à Sidcup dans le Kent, il est évacué dans l'ouest du pays durant la guerre. Il va à la Chislehurst and Sidcup Grammar School où son professeur d'anglais, J H Walsh, l'influence dans son ambition de s'impliquer dans la littérature. Son premier dessin publié l'est dans le magazine satirique Punch lorsqu'il a 16 ans. Il étudie au Downing College à Cambridge, à l'université de Londres, au Chelsea College of Art and Design et à l'Institute of Education. Il a été professeur d'anglais au Lycée français Charles-de-Gaulle dans les années 1960.
Il travaille pendant plus de vingt ans au Royal College of Art où il est directeur du département illustration de 1978 à 1986.

### Carrière
En 1961, il illustre The Wonderful Button d'Evan Hunter, publié par Abelard-Schuman.
Il gagne une réputation d'illustrateur plein d'humour par des collaborations avec Hilaire Belloc, Joan Aiken, Elizabeth Bowen, Roald Dahl, Nils-Olof Franzén, William Steig...
Ses dessins sont caractérisés par des traits à l'encre, rehaussés de grandes touches à l'aquarelle.
Il reçoit plusieurs distinctions aux différentes manifestations de la Foire du livre de jeunesse de Bologne (Italie) : en 1969, il reçoit la « mention » Prix Critique en herbe pour Patrick ; en 1996, il est lauréat du Fiction Children pour Clown ; puis, en 2000, il reçoit la "Mention" Introducing Art to Children, pour Dessiner : une méthode pas comme les autres !, réalisé avec John Cassidy.
Il est devenu en 1999 le premier Ambassadeur-Lauréat du livre pour enfants, fonction soutenue par le gouvernement britannique et destinée à promouvoir les livres pour la jeunesse.
En 2002, il est lauréat d'un prix international : le Prix Hans Christian Andersen d'Illustration.
En 2013, il a été nommé Sir Quentin Blake par la reine Élisabeth II.
En mars 2014, il a été nommé Chevalier de la Légion d'honneur lors d'une cérémonie à l'Institut français de Londres.
En 2023, il est sélectionné pour la cinquième année d'affilée (depuis 2019) pour le prix suédois, le Prix commémoratif Astrid-Lindgren.

## Prix et distinctions
- "Mention" Prix Critique en herbe[2], Foire du livre de jeunesse de Bologne 1969 pour Patrick
- Médaille Kate-Greenaway (1980) pour Mr Magnolia
- Royal Designers for Industry (1981)
- Pinceau d'argent (nl) (1985) pour Danse, danse !
- Nestlé Smarties Book Prize (en) (1990)
- Fiction Children[3], Foire du livre de jeunesse de Bologne 1996 pour Clown
- Children's Laureate (1999)
- "Mention" Introducing Art to Children[4], Foire du livre de jeunesse de Bologne 2000 pour Dessiner : une méthode pas comme les autres !, réalisé avec John Cassidy.
- Prix Hans Christian Andersen d'illustration (2002)
- Commandeur de l'ordre de l'Empire britannique (2004)
- Prix Prince Philip Designers (2011)
- Knight Bachelor (2013)
- Compagnon d'honneur (2022)
- Compagnon de la Royal Society of Literature
- Fellows of Chartered Society of Designers
- Eleanor Farjeon Award (en)
- Sélection pour le Prix commémoratif Astrid-Lindgren durant cinq années d'affilée, de 2019 à 2023[5]

### Décorations
- Chevalier de la Légion d'honneur (2014).
- Chevalier de l'ordre des Arts et des Lettres.

## Œuvre

### Albums personnels

#### en anglais
- Patrick (1968)
- Jack and Nancy (1969)
- Angelo (1970)
- Snuff (1973)
- Lester at the Seaside (1975)
- Lester and the Unusual Pet (1975)
- The Adventures of Lester (1977)
- Mister Magnolia (1980)
- Quentin Blake's Nursery Rhyme Book (1983)
- The Story of the Dancing Frog (1984)
- Mrs Armitage On Wheels (1987)
- Quentin Blake's ABC (1989)
- All Join In (1990)
- Cockatoos (1992)
- Simpkin (199)
- The Quentin Blake Book of Nonsense Verse (1994)
- Clown (1995)
- La Vie de la Page (Gallimard, 1995)
- Mrs Armitage and the Big Wave (1997)
- Dix Grenouilles (Ten Frogs) (1997)
- The Green Ship (1998)
- Zagazoo (1998)
- Zap! The Quentin Blake Guide to Electrical Safety (1998)
- Fantastic Daisy Artichoke (1999)
- The Laureate's Party (2000)
- Un Bateau Dans le Ciel (2000)
- Words and Pictures (2000)
- Tell Me a Picture (2001)
- Loveykins (2002)
- Laureate's Progress (2002)
- Mrs Armitage, Queen of the Road (2003)
- A Sailing Boat In The Sky (2003)
- Angel Pavement (2004)
- You're Only Young Twice (2008)
- Daddy Lost his Head (2009)

#### en français
- Armeline Fourchedrue
- Les Cacatoès
- Clown
- Le bateau vert
- Danse, danse !, Gallimard, 1984
- Les fabuleuses poches d’Angélique Brioche
- La Tête ailleurs (Éditions Circonflexe, 2008)  (ISBN 978-2-87-833455-5)
- Les Trois Petits Coquins[6], illustrations Emma Chichester Clark, Ed. Gallimard jeunesse (2017)

Il est par ailleurs coauteur, avec John Cassidy, d'une méthode de dessin :
- Dessiner, une méthode pas comme les autres ! (Nathan)  (ISBN 978-2-09-279084-7)

### Illustrateur

#### Livres deRoald Dahl
- James et la grosse pêche (James and the Giant Peach, 1961)
- Charlie et la Chocolaterie (Charlie and the Chocolate Factory, 1964)
- Le Doigt magique (The Magic Finger, 1966)
- Fantastique Maître Renard (Fantastic Mr. Fox, 1970)
- Charlie et le Grand Ascenseur de verre (Charlie and the Great Glass Elevator, 1972)
- Danny champion du monde (Danny, the Champion of the World, 1975)
- L'Énorme Crocodile (The Enormous Crocodile, 1978)
- Les Deux Gredins (The Twits, 1980)
- La Potion magique de Georges Bouillon (George’s Marvelous Medecine, 1981)
- Le Bon Gros Géant (The BFG, 1982)
- Un Conte peut en cacher un autre (Revolting Rhymes, 1982)
- Sacrées Sorcières (The Witches, 1983)
- La Girafe, le pélican et moi (The Girafe and the Pelly and Me, 1985)
- Matilda (1988), puis réédition de 2019 avec de nouvelles illustrations[7]
- Un amour de tortue (Esio Trot, 1990)
- Le Rétrovicaire de Nibbleswicke (The Vicar of Nibbleswicke, 1991)

#### Autres livres
- The Wonderful Button d'Evan Hunter (Abelard-Schuman, 1961)
- Le jour où je me suis déguisé en fille (The Boy in the Dress (2008)) de David Walliams, 2010
- Monsieur Kipu (Mr Stink (2010)) de David Walliams, 2012 - Prix Tam-Tam 2014[8]
- Trois petites chouettes ((it) Fitastrocca di Natale), texte de Emanuele Luzzati, Gallimard Jeunesse, 2014 « Une comptine écrite par le dessinateur italien Emanuele Luzzati, et retrouvée parmi ses œuvres papier[9] ». Traduit en anglais sous le titre Three little owls.

### Pochette d'album
- Illustration de la pochette de l'album The Colour In Anything de l'artiste anglais James Blake sorti le 6 mai 2016

### Autres œuvres
- Illustrations pour la nouvelle maternité du CHU d'Angers 2011